# 60 secondes chrono (jeu télévisé)
Pour les articles homonymes, voir 60 secondes chrono.
60 secondes chrono (« Une minute pour gagner » au Québec) est un jeu télévisé français diffusé entre le 12 juillet 2012 et le 7 mars 2013 sur M6. C'est l'adaptation du jeu américain Minute to Win It diffusé sur la NBC. Toutefois, cette émission n'est plus diffusée maintenant.
Les candidats, qui jouent par équipes, relèvent des défis avec des objets du quotidien ; chaque défi doit être réussi en 60 secondes. Au total, 78 défis ont été retenus par la production.
L'émission est présentée par Alex Goude et la voix off est assurée par Virginie Durandet.
Les musiques de l'émission sont créées par Haris Berberian, à l'exception de la musique utilisée pour les « défis animateurs » (Classic One de Fabrizio Pigliucci).

## Principe
Une famille doit réaliser dix épreuves de suite pour gagner selon une échelle de gains. Chaque épreuve dure au maximum une minute. Cette famille dispose de trois « vies » et perd une vie lors de chaque échec aux épreuves. La famille a la possibilité de gagner une vie au cours de la partie grâce à une épreuve bonus qui arrive aléatoirement au fil des défis.
En cas d'échec de défi, l'épreuve est à nouveau tentée, avec la possibilité de changer de joueur. Si la famille n'a plus de vie à l'issue d'un échec, elle repart avec le gain associé au palier précédemment atteint.
Toutes les épreuves sont connus à l'avance grâce au site internet de l'émission, chacun pouvant donc s'entraîner chez soi et éventuellement poster la vidéo de son épreuve sur le site.[réf. souhaitée]

## Développement
L'émission a été créée en 2003 par Derek Banner et BUMP Productions sous le titre original de "Minute Winner - You got one minute to win it". Le projet original en anglais était présenté en novembre 2005 à la société suédoise Friday TV, qui l'a développé en 2007 et a vendu la licence à NBC aux USA en 2009.

## Pyramide des gains
| Défis             | Gains     |
| ----------------- | --------- |
| 10 (Gain maximal) | 100 000 € |
| 9                 | 50 000 €  |
| 8 (3e palier)     | 30 000 €  |
| 7                 | 15 000 €  |
| 6                 | 10 000 €  |
| 5 (2e palier)     | 5 000 €   |
| 4                 | 3 000 €   |
| 3                 | 2 000 €   |
| 2 (1er palier)    | 1 500 €   |
| 1                 | 1 000 €   |

En rouge sont marqués les paliers.

## Gagnants

### Saison été 2012
| Date                  | Famille   | Gains     |
| --------------------- | --------- | --------- |
| Jeudi 12 juillet 2012 | Viley     | 1 500 €   |
| Jeudi 12 juillet 2012 | Simonetta | 50 000 €  |
| Jeudi 12 juillet 2012 | Bakalec   | 5 000 €   |
| Jeudi 19 juillet 2012 | Finale    | 1 500 €   |
| Jeudi 19 juillet 2012 | Brickert  | 30 000 €  |
| Jeudi 19 juillet 2012 | Ayach     | 1 500 €   |
| Jeudi 26 juillet 2012 | Nay       | 1 500 €   |
| Jeudi 26 juillet 2012 | Dumont    | 100 000 € |

Le cumul des gains de la saison « été 2012 » s'élève à 191 000 €.

### Saison hiver 2013
Les prime-time comportent un inédit suivi d'une rediffusion.
| Date                  | Famille    | Gains    |
| --------------------- | ---------- | -------- |
| Jeudi 21 février 2013 | Soriano    | 5 000 €  |
| Jeudi 21 février 2013 | Audouins   | 1 500 €  |
| Jeudi 21 février 2013 | Semedo     | 30 000 € |
| Jeudi 28 février 2013 | Fortuna    | 5 000 €  |
| Jeudi 28 février 2013 | Leroi      | 1 500 €  |
| Jeudi 28 février 2013 | Fidol      | 1 500 €  |
| Jeudi 7 mars 2013     | Ducs       | 1 500 €  |
| Jeudi 7 mars 2013     | Emsheri    | 5 000 €  |
| Jeudi 7 mars 2013     | Rossignols | 1 500 €  |

Les gains de la saison hiver 2013 s'élèvent à 52 500 €

## Défis proposés
- Ascenseur à bonbons

Comment faire pour acheminer un bonbon jusqu'à sa bouche sans le toucher ? Une des solutions consiste à construire un ascenseur en utilisant deux crayons comme plateforme et des ficelles autour des oreilles en guise de câble. Un membre de l'équipe debout sur un podium va devoir faire monter 3 bonbons du sol jusqu'à sa bouche. Attention: aucun bonbon ne doit tomber par terre.
- Bal de balles

Cette épreuve se joue en duo. Dans cette épreuve, le jeu de billes va se jouer en taille XXL avec 7 balles de ping-pong contenues dans un cerceau. Placés à 1 m 50, les deux membres de l'équipe vont devoir lancer des balles blanches pour éjecter toutes les rouges.
- Danse des canards

Cette épreuve se joue avec huit balles de ping-pong placées dans une boîte de mouchoirs vides. La boîte est attachée dans le dos d'un des membres de l'équipe, au niveau des reins. Il va devoir sauter, se déhancher, se baisser, se trémousser, pour faire sortir les 8 balles de ping-pong de la boîte. L'usage des mains est interdit.
- Dominos CD

Le record mondial de chute de dominos est de plus de 4 millions de pièces. Dans cette épreuve, un membre de l'équipe va devoir faire la même chose avec 20 boîtiers de CD qui devront être positionnés avec précision en forme de fer à cheval. Une simple pichenette provoquera une réaction en chaîne qui devra entraîner la chute de tous les boîtiers. Le dernier devra atterrir dans la corbeille posée au sol.
- Renversant !

Selon la légende, les chasseurs philippins se cachaient dans les arbres et utilisaient des yo-yos pour assommer leur proie. Dans cette épreuve, un membre de l'équipe devra utiliser un yo-yo pour renverser des canettes de soda. Pour pimenter le défi, il aura le yo-yo attaché dans le dos. Il devra alors se déhancher pour donner assez d'élan au yo-yo, et ainsi faire tomber toutes les canettes de leur piédestal.
- Sortez vos mouchoirs

Une boîte de mouchoirs est conçue pour distribuer les mouchoirs un par un. Dès que l'on prend un mouchoir, un autre le remplace, et ainsi de suite. Dans cette épreuve, et avec une seule main, un membre de l'équipe va devoir vider entièrement une boîte de 150 mouchoirs.

## Diffusion
L'émission est diffusée à partir du 12 juillet à 20h50 sur M6 et ce pendant 3 semaines.
À la suite des succès des premiers numéros, M6 diffusera trois nouveaux numéros le 21 février à 20h50.

## Audimat

### Saison été 2012
Cette saison a été suivie, en moyenne, par 2 721 000 téléspectateurs.
| Émission | Jour et horaires de diffusion     | Téléspectateurs | Part de marché 4 ans et plus | Part de marché moins de 50 ans | Classement soirée | Références |
| -------- | --------------------------------- | --------------- | ---------------------------- | ------------------------------ | ----------------- | ---------- |
| 1        | Jeudi 12 juillet 2012 20h50-23h15 | 3 209 000       | 15,8 %                       | 22,0 %                         | 2e                | [ 4 ]      |
| 2        | Jeudi 19 juillet 2012 20h55-23h15 | 2 512 000       | 13,2 %                       | ?                              | 3e                | [ 5 ]      |
| 3        | Jeudi 26 juillet 2012 20h55-23h05 | 2 443 000       | 13,6 %                       | ?                              | 2e                | [ 6 ]      |

### Saison hiver 2013
L'audimat ne concerne que l'épisode inédit de la soirée.
Cette saison a été suivie par 1 894 000 téléspectateurs.
| Émission | Jour et horaires de diffusion     | Téléspectateurs | Part de marché 4 ans et plus | Part de marché moins de 50 ans | Classement soirée | Références |
| -------- | --------------------------------- | --------------- | ---------------------------- | ------------------------------ | ----------------- | ---------- |
| 1        | Jeudi 21 février 2013 20h55-23h25 | 2 082 000       | 10 %                         | 14 %                           | 4e                | [ 7 ]      |
| 2        | Jeudi 28 février 2013 20h55-23h20 | 1 919 000       | 8,5 %                        | 12 %                           | 4e                | [ 8 ]      |
| 3        | Jeudi 7 mars 2013 20h55-23h20     | 1 682 000       | 7,6 %                        | 11 %                           | 4e                | [ 9 ]      |

Légende :
En fond vert = Les plus hauts chiffres d'audiences
En fond rouge = Les plus bas chiffres d'audiences
À partir du 4 juillet 2013, les émissions sont rediffusés chaque jeudi à 20h45 sur 6ter

## Anecdotes
Ce jeu s'apparente à Le cube diffusé sur France 2. L'émission de M6 est adaptée du jeu américain Minute to Win It, dont la première diffusion a eu lieu le 14 mars 2010 ; Le Cube est quant à lui adapté du jeu britannique The Cube dont la première diffusion a eu lieu le 22 août 2009.